# Widnau
Widnau es una comuna suiza del cantón de San Galo, ubicada en el distrito de Rheintal. Limita al norte con la comuna de Au, al este con Lustenau (AT-8), al sur con Diepoldsau, y al oeste con Balgach.

## Transportes
Ferrocarril
Aunque en la comuna no exista ninguna dependencia ferroviaria, hay una estación ferroviaria en la localidad vecina de Heerbrugg, perteneciente a la comuna de Au.